# Katarzyna Joanna Krasoń
Katarzyna Joanna Krasoń – polska literaturoznawczyni, doktor habilitowany nauk humanistycznych, profesor Instytutu Literatury i Nowych Mediów Uniwersytetu Szczecińskiego.

## Życiorys
8 maja 1997 obroniła pracę doktorską Sztuka aluzji literackiej w twórczości lirycznej Tymoteusza Karpowicza, 9 grudnia 2009 habilitowała się na podstawie pracy zatytułowanej W zwierciadle obcej literatury. Recepcja Zbigniewa Herberta i Tymoteusza Karpowicza w Niemczech. Objęła funkcję profesora nadzwyczajnego w Katedrze Filologii Romańskiej na Wydziale Filologicznym Uniwersytetu Szczecińskiego.
Piastuje stanowisko profesora Instytutu Literatury i Nowych Mediów Uniwersytetu Szczecińskiego.